# Povijesna jezgra Vrboske
Povijesna jezgra Vrboske zaštićeno je kulturno dobro, kulturno-povijesna cjelina u sklopu Vrboske na otoku Hvaru.

## Opis
Vrboska je smještena na sjevernoj strani Hvara u dnu duboke uvale, na rubu Starogradskog polja. Kao luka stanovnika Vrbanja prvi se put spominje u Statutu iz 1331. godine. Najstariji dio naselja nastao je na južnoj strani zaljeva u 15. stoljeću na predjelu Pjaca, uz crkvu sv. Marije, te na samom dnu zaljeva, na predjelu Padva. Kasnije se gradi niz kuća uz more na sjevernoj strani zaljeva te se obje strane naselja povezuju s tri mostića. Crkva sv. Marije u 17. stoljeću barokizirana je i utvrđena, a s kulom  Kaštilac sjeverno od grada tvori jedinstveni obrambeni sustav. Uz manji broj stilskih kuća gotičkog oblikovanja Vrboska je zadržala obilježja pučke arhitekture 17. – 19. stoljeća.

## Zaštita
Pod oznakom Z-7070 zavedena je kao nepokretno kulturno dobro – kulturno-povijesna cjelina, pravna statusa zaštićena kulturnog dobra, klasificirano kao "urbana cjelina".